# Canigó
El macizo del Canigó (denominación oficial desde el 13 de julio de 2012) es un macizo montañoso de los Pirineos, situado en el Rosellón (sur de Francia), entre las comarcas de Conflent, Rosellón y Vallespir.
La cima, llamada pica del Canigó, tiene 2784 m. A pesar de su moderada altitud, fue considerada la montaña más alta de los Pirineos debido al brusco desnivel que la separa de la llanura del Rosellón, una prominencia que la hace más impresionante que otras montañas más encajonadas y situadas entre valles más altos. 
En el Canigó están los monasterios de San Martín del Canigó y San Miguel de Cuixá. Por ello la montaña posee un significado especial para el catalanismo e inspiró el cancionero del Canigó, con canciones que empiezan con las palabras:
Muntanyes de Canigó, fresques són i regalades
Así como el poema Canigó de Jacinto Verdaguer.
El ministerio francés de Ecología, Desarrollo Sostenible y Energía ha declarado el macizo como un grand site national de Francia, y le ha cambiado oficialmente la denominación francesa 'Canigou' por su nombre en catalán 'Canigó': en la explicación que ofrece considera el Canigó como una 'montaña sagrada de los catalanes'.

## La llama del Canigó

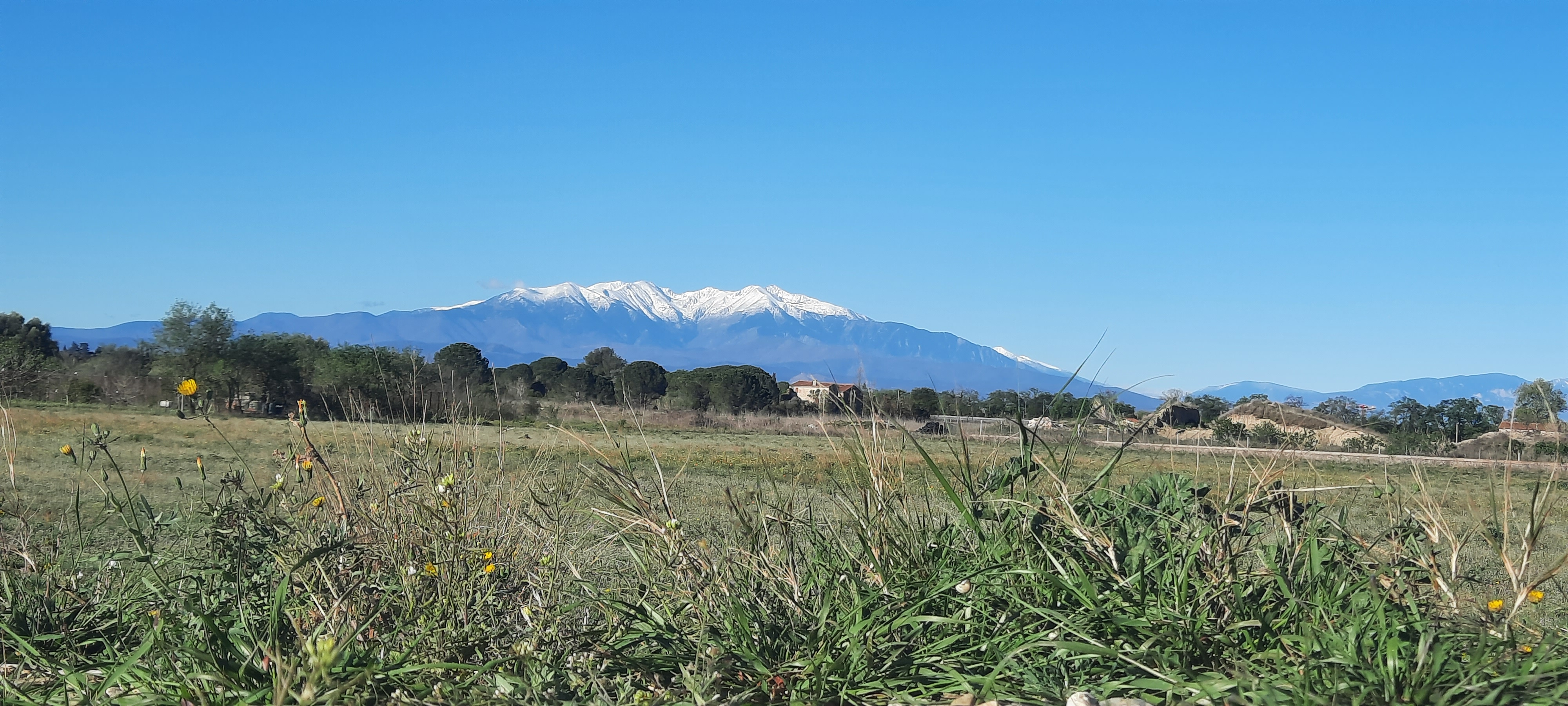
El Canigó desde Bompàs, Perpinyà, 1 de abril de 2024

Como es una cima de fácil acceso, mucha gente se atreve a subir a ella. Pero es el 22 de junio cuando sube más gente, para encender una hoguera que vigilan durante toda la noche. Al día siguiente bajan hasta Perpiñán con antorchas encendidas de esa hoguera y vuelve cada uno a su lugar de origen para, según la tradición, encender todas las hogueras de la noche de San Juan de Cataluña.